# 圣米哈伊·翁陶尔
圣米哈伊·翁陶尔（匈牙利語：Szentmihályi Antal，1939年6月13日—），匈牙利男子足球运动员。他曾代表匈牙利参加1960年和1964年夏季奥林匹克运动会足球比赛，共获得一枚金牌和一枚铜牌。